# 鬼鸮

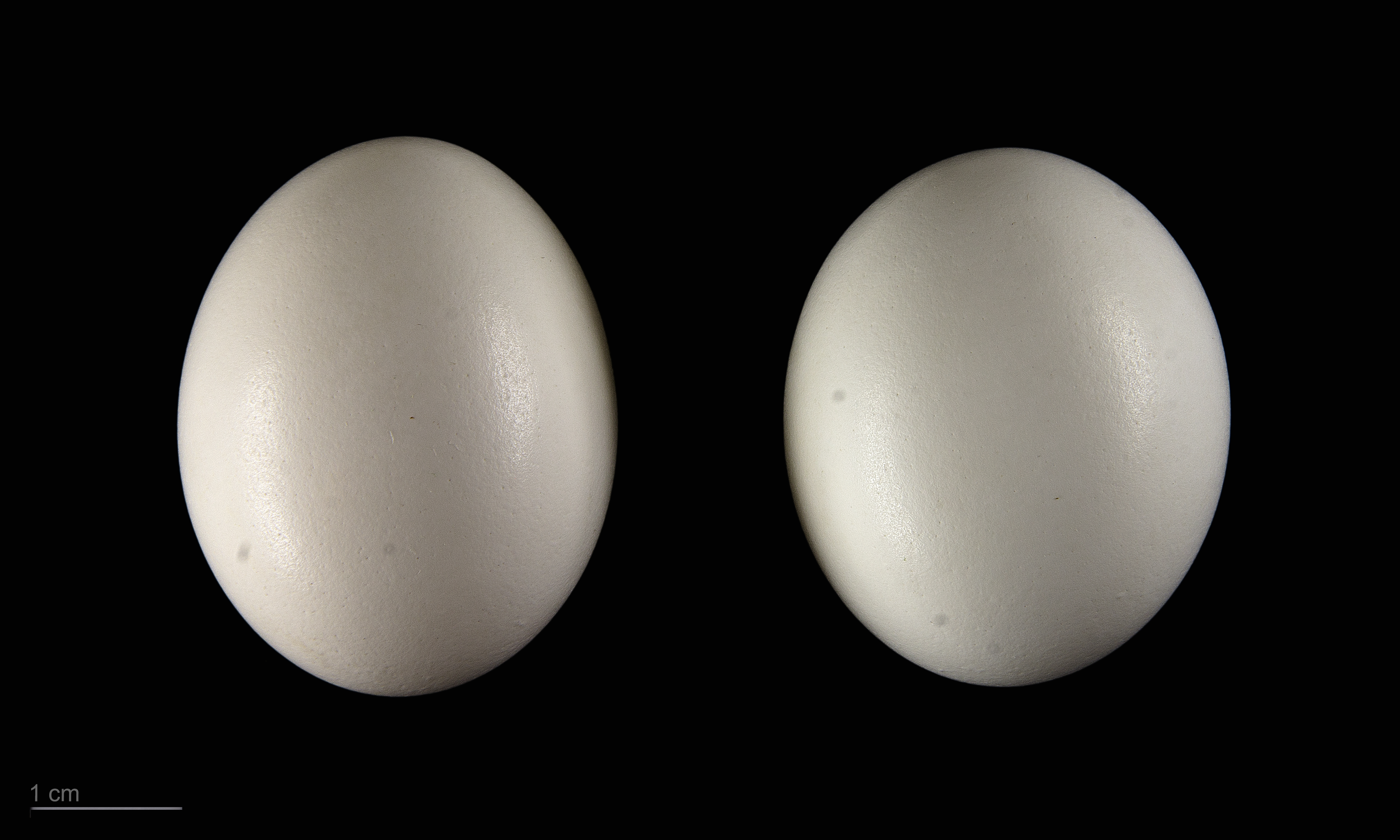
卵 Aegolius funereus funereus

鬼鸮（学名：Aegolius funereus）为鸱鸮科鬼鸮属的鸟类。分布于欧洲、亚洲、北美洲（阿拉斯加到加拿大），包括中国大陆的黑龙江、内蒙古、甘肃、青海、新疆等地，主要栖息于针叶林中以及也见于松、桦、白杨的混交林中。该物种的模式产地在瑞典。因在夜晚時面部變得如同鬼一樣而聞名。

## 保护
- 中国国家重点保护动物等级：二级

## 亚种
鬼鸮包括以下亚种
- 鬼鸮甘肃亚种（学名： Stresemann, 1928），是中国的特有物种。分布于甘肃、青海等地。该物种的模式产地在甘肃天堂寺附近。[4]
- （学名： Buturlin, 1907）
- 鬼鸮指名亚种（学名： Linnaeus, 1758）
- 鬼鸮北方亚种（学名： Schalow, 1908）。分布于前苏联、蒙古、日本以及中国大陆的黑龙江、内蒙古、新疆等地。该物种的模式产地在前苏联天山中部。[5]
- 鬼鸮东北亚种（学名： Buturlin, 1910）。在中国大陆，分布于内蒙古等地。该物种的模式产地在黑龙江兴凯湖。[6]
- （学名： Buturlin, 1907）
- （学名： Bonaparte, 1838）